# Krzywcza
Krzywcza è un comune rurale polacco del distretto di Przemyśl, nel voivodato della Precarpazia.
Ricopre una superficie di 94,47 km² e nel 2004 contava 4 969 abitanti.